# Todtnau
Todtnau är en stad i Landkreis Lörrach i regionen Schwarzwald-Baar-Heuberg i Regierungsbezirk Freiburg i förbundslandet Baden-Württemberg i Tyskland, cirka 20 kilometer sydost om Freiburg im Breisgau.
Orten drabbades av en brand 1876.

### Fotnoter
1. ↑  läs online, www.statistik.baden-wuerttemberg.de .[källa från Wikidata]
2. ↑  Alle politisch selbständigen Gemeinden mit ausgewählten Merkmalen am 31.12.2023, Statistisches Bundesamt, 28 oktober 2024, läs online, läst: 16 november 2024.[källa från Wikidata]
3. ↑  ”Alle politisch selbständigen Gemeinden mit ausgewählten Merkmalen am 31.03.2020” (Excel). Statistisches Bundesamt. 2020. https://www.destatis.de/DE/Themen/Laender-Regionen/Regionales/Gemeindeverzeichnis/Administrativ/Archiv/GVAuszugQ/AuszugGV1QAktuell.xlsx?__blob=publicationFile. Läst 11 januari 2021.
4. ↑  ”Family History Picture Gallery” (på engelska). Todtnau. http://jackiemorton.homestead.com/germany.html. Läst 12 februari 2014.